# Jonathan Hickman
Jonathan Hickman (3 de setembre de 1972) és un escriptor i dibuixant estatunidenc. És conegut per crear les sèries d'Image Comics The Nightly News, The Manhattan Projects, i East of West, com també per treballar per Marvel Comics als títols Fantastic Four, FF, i S.H.I.E.L.D.. El 2012 Hickman va acabar la seua etapa amb títols Fantastic Four per a escriure The Avengers i The New Avengers, com a part del rellançament de "Marvel NOW!". El 2013 Hickman va escriure una minisèrie de sis parts dita Infinity, a més de números d'Avengers per a Marvel Comics. El 2015 va guionitzar el crossover Secret Wars.